# Eopsaltria georgiana
Eopsaltria Georgiana é uma espécie de ave da família Petroicidae.
É endémica da Austrália.